# Yasin Öztekin
Yasin Öztekin (Dortmund, 1987. március 19. –) német születésű török labdarúgó, a Göztepe SK középpályása.